# Thomas O'Neill (homme politique canadien)
Pour les articles homonymes, voir Thomas O'Neill.
Thomas James O'Neill (2 juin 1882-16 octobre 1965) est un homme politique canadien de la Colombie-Britannique. Il est député fédéral libéral de la circonscription britanno-colombienne de Kamloops de 1935 à 1945.

## Biographie
Née à Winnipeg au Manitoba, O'Neill est membre de The Rocky Mountain Rangers de 1897 à 1900. Actif sur plusieurs conseils d'administration et comités, incluant la British Columbia Railway Legislation Board. Il siège également au General Committee of Adjustment pour le Canadien Pacifique. Il est également présent sur la scène syndicale, particulièrement dans le Brotherhood of Locomotive Engineers and Trainmen (en) (Fraternité des mécaniciens de locomotives et des cheminots).
O'Neill est élu dans Kamloops en 1935 et réélu en 1940. Défait par le progressiste-conservateur Davie Fulton en 1945, il l'est à nouveau en 1949 alors qu'il tentait de reprendre son poste.

## Dernières années
Résidant dans le quartier torontois de Yorkville après sa retraite du monde académique, il dirige la délégation canadienne lors de l'Exposition spécialisée de 1998 de Lisbonne au Portugal. Il meurt d'une crise cardiaque en 2007.
Le fonds d'archives de John Roberts est conservé à la Bibliothèque et Archives Canada.